# نيكاندر تشيبيسوف
الكولونيل العام نيكاندر يفلامبييفيتش تشيبيسوف (بالروسية: Никандр Евлампиевич Чибисов) وُلد في ستانيتسا رومانوفسكايا، أحد مجتمعات القوزاق الموجودة في روستوف أوبلاست بالإمبراطورية الروسية بتاريخ 05 نوفمبر 1892 (بحسب التقويم الجديد أو 24 أكتوبر 1892 بحسب التقويم القديم)، وتوُفي بمدينة مينسك البيلاروسية في 24 نوفمبر 1959. وهو قائد عسكري سوفيتي شارك في الحرب العالمية الثانية وواحد من أبطال الاتحاد السوفيتي وحائز على العديد من القلائد والأوسمة العسكرية.

## المناصب القيادية
| مناصب عسكرية         | مناصب عسكرية                                            | مناصب عسكرية                               |
| -------------------- | ------------------------------------------------------- | ------------------------------------------ |
| سبقه ماركيان بوبوف   | رئيس أركان منطقة لينينغراد العسكرية 1939 - 1940         | تبعه غير معروف                             |
| سبقه كيريل ميريتسكوف | رئيس أركان الجيش السابع 1940                            | تبعه غير معروف                             |
| سبقه غير معروف       | نائب القائد العام لمنطقة لينينغراد العسكرية 1940 - 1941 | تبعه غير معروف                             |
| سبقه غير معروف       | نائب القائد العام لمنطقة أوديسا العسكرية 1941           | تبعه غير معروف                             |
| سبقه غير معروف       | القائد العام لمنطقة أوديسا العسكرية 1941                | تبعه غير معروف                             |
| سبقه منصب مُستحدث     | قائد الجيش الخامس احتياط 1941                           | تبعه أُعيدت تسميته إلى الجيش الثالث والستون |
| سبقه منصب مُستحدث     | قائد جيش السواحل 1941                                   | تبعه الفريق ج. ب. سافرونوف                 |
| سبقه غير معروف       | المفتش العام لقوات المشاة 1941 - 1942                   | تبعه غير معروف                             |